# Yorkshire County Criquet Club
El Yorkshire County Criquet Club, fundat el 1863, és un club de criquet anglès que juga al County Championship pel comtat de Yorkshire.

## Història
Juga al Headingley Stadium, a la ciutat de Leeds, aYorkshire de l'Oest, i ha guanyat el County Championship 30 vegades, l'equip que més ho ha aconseguit en la història de la lliga. Va jugar en la primera temporada del Championship el 1890 i va guanyar-lo per primer cop tres anys més tard. Va compartir la victòria el 1949 amb el Middlesex County Criquet Club.
Té una gran rivalitat amb el Lancashire County Criquet Club, a causa de la Guerra de les Dues Roses. El seu escut és una rosa blanca, i el del Lancashire vermella.

## Palmarès
- County Championship (30): 1893, 1896, 1898, 1900, 1901, 1902, 1905, 1908, 1912, 1919, 1922, 1923, 1924, 1925, 1931, 1932, 1933, 1935, 1937, 1938, 1939, 1946, 1959, 1960, 1962, 1963, 1966, 1967, 1968, 2001.
  - Compartit: 1949